# Woman of Fire '82
The Woman of Fire '82 (화녀'82 - Hwanyeo '82) är en sydkoreansk film från 1982, regisserad av Kim Ki-young. Filmen var den andra Kims trilogi  Housemaid följd av Woman of Fire '82.

## Handling
Filmen är en variant av Kims klassiska The Housemaid från 1960. Filmen handlar om en kompositör och hans fru, som bor på en hönsgård, och kastas in i tumult då en ung kvinna kommer för att arbeta som hembiträde.

## Rollista
- Kim Ji-mee[3]
- Na Young-hee
- Chon Moo-song
- Kim Hae-sook
- Yeo Jae-ha
- Kim Sung-kyom
- Kim Won-seop
- Cho Ju-mi
- Lee Yeong-ho
- Park Yae-sook

### Fotnoter
1. ↑  Infobox data from ”Hwa-nyuh of '82 (Hwanyeo '82)(1982)” (på engelska). KMDb Korean Movie Database. Arkiverad från originalet den 3 augusti 2012. https://archive.is/20120803231208/http://www.kmdb.or.kr/eng/md_basic.asp?nation=K&p_dataid=03610. Läst 19 januari 2008. and Woman of Fire '82 på Internet Movie Database (engelska)
2. ↑  Synopsis from ”Hwa-nyuh of '82 (Hwanyeo '82)(1982)” (på engelska). KMDb Korean Movie Database. Arkiverad från originalet den 3 augusti 2012. https://archive.is/20120803231208/http://www.kmdb.or.kr/eng/md_basic.asp?nation=K&p_dataid=03610. Läst 19 januari 2008.
3. ↑  Rollista baserad på ”Hwa-nyuh of '82 (Hwanyeo '82)(1982)” (på engelska). KMDb Korean Movie Database. Arkiverad från originalet den 3 augusti 2012. https://archive.is/20120803231208/http://www.kmdb.or.kr/eng/md_basic.asp?nation=K&p_dataid=03610. Läst 19 januari 2008.